# Rajd de Lorraine 1970
Rajd de Lorraine 1970 (17. Rallye International de Lorraine) – 17 edycja rajdu samochodowego Rajd de Lorraine rozgrywanego we Francji. Rozgrywany był od 30 do 31 maja 1970 roku. Była to ósma runda Rajdowych Mistrzostw Europy w roku 1970.

## Klasyfikacja rajdu
| Miejsce                      | Kierowca                     | Pilot                        | Samochód                     | Czas                         | Strata                       |                              |
| Klasyfikacja generalna i ERC | Klasyfikacja generalna i ERC | Klasyfikacja generalna i ERC | Klasyfikacja generalna i ERC | Klasyfikacja generalna i ERC | Klasyfikacja generalna i ERC | Klasyfikacja generalna i ERC |
| ---------------------------- | ---------------------------- | ---------------------------- | ---------------------------- | ---------------------------- | ---------------------------- | ---------------------------- |
| 1.                           | Jean-Claude Andruet          | Michel Vial                  | Alpine-Renault A110 1600     | 1:14:54.1                    | 0.0                          |                              |
| 2.                           | Francis Roussely             | Christian Berguet            | Alpine-Renault A110 1600     | 1:15:20.0                    | +25.9                        |                              |
| 3.                           | Jacques Henry                | Roger Lauer                  | Alpine-Renault A110 1600     | 1:16:04.2                    | +1:10.1                      |                              |
| 4.                           | Jean-Louis Barailler         | Flavigny                     | Alfa Romeo 2000 GTA          | 1:19:22.1                    | +4:28.0                      |                              |
| 5.                           | Claude Ballot-Léna           | Jean-Claude Morenas          | Porsche 911 S                | 1:20:27.0                    | +5:32.9                      |                              |
| 6.                           | Jean Ragnotti                | Pierre Thimonier             | Opel Kadett Rallye           | 1:22:52.2                    | +7:58.1                      |                              |
| 7.                           | Maurice Nusbaumer            | Jean-Louis Hervieu           | Alpine-Renault A110          | 1:23:01.0                    | +8:06.9                      |                              |
| 8.                           | Marie-Claude Beaumont        | Martine de la Grandrive      | Opel GT                      | 1:24:05.0                    | +9:10.9                      |                              |
| 9.                           | Noël Van Assche              | Eric Symens                  | BMW 2002                     | 1:25:31.2                    | +10:37.1                     |                              |
| 10.                          | Marie-Pierre Palayer         | Colette Perrier              | Porsche 911 S                | 1:25:48.0                    | +10:53.9                     |                              |